# 칼리스토 (위성)
칼리스토(영어: Callisto/kəˈlɪstoʊ/, 그리스어: Καλλιστώ) 또는 목성 IV는 목성의 위성으로, 1610년에 갈릴레오 갈릴레이가 발견했다. 또한 칼리스토는 태양계에서 3번째로 큰 위성이고, 목성의 위성 중에서는 가니메데 다음으로 크며, 행성 분화율은 태양계에서 제일 낮다. 그리고 칼리스토의 지름은 4,821km이며, 수성의 99%에 달하는 크기를 가졌지만, 질량은 3분의 1밖에 되지 않는다. 또한 궤도 반경은 1,880,000km이고, 갈릴레이 위성 중에서는 목성으로부터 제일 멀리 있다. 칼리스토는 내부 갈릴레이 위성들(이오, 유로파, 가니메데)과 궤도 공명을 일으키지 않고, 따라서 조석 가열의 정도가 약하다. 칼리스토는 목성에 조석 고정되어 있기 때문에, 항상 같은 면만 목성을 바라보게 된다. 칼리스토는 다른 목성의 위성들에 비해 자기권이 약한데, 이는 목성의 방사선대에서 멀리 떨어져 있기 때문이다.
칼리스토는 거의 같은 비율의 암석과 얼음으로 구성되어 있으며, 밀도는 1.83 g/cm3으로 목성의 주요 위성들 중 밀도가 가장 낮고 표면 중력 또한 가장 약하다. 분광기를 사용해 표면을 분석했을 때 발견된 물질들로는 얼음, 이산화 탄소, 규산염, 유기 화합물들이 있었다. 갈릴레오 탐사선은 칼리스토에 작은 규산염 핵이 있을 수도 있다는 사실과 칼리스토에 깊이 100 km가 넘는 지하수가 존재할 가능성을 밝혀냈다.
칼리스토의 표면은 태양계에서 가장 오래 되었고 충돌구가 가장 많이 존재한다. 또한 판이나 화산과 같은 어떠한 지질학적 활동도 보여주지 않고 이러한 활동이 일어난 흔적도 없으며, 표면은 주로 충돌을 통해 변화해 왔다고 추측된다. 표면의 주요 구조물로는 다환 충돌구(multi-ring structures), 다양한 형태의 충돌구들, 사슬형 충돌구(카테나), 그리고 이러한 충돌이 빚어낸 산등성이, 단애, 퇴적지형이 있다. 작은 규모에서 보면, 서리로 덮여 밝게 빛나는 돌출된 지형과, 이 주변을 덮은 어둡고 부드러운 퇴적층으로 구분된다. 이는 승화가 촉진한 풍화 작용이 작은 충돌구를 없애고, 그 결과 많은 수의 돌출 지형을 남긴 것으로 보인다. 이 지형들의 정확한 연대는 아직 알려지지 않았다.
또한 칼리스토는 이산화탄소와 (아마도) 산소로 이루어진 매우 옅은 대기권으로 둘러싸여 있고, 상당히 강한 전리층도 존재한다. 칼리스토는 목성이 형성될 때 주변에 형성되었던 가스와 먼지 원반에서 느린 강착을 통해서 형성되었다고 추측되고 있다. 칼리스토의 점진적인 강착 속도와 조석 가열량의 부족으로 인해 칼리스토는 빠른 행성 분화가 일어날 만한 열이 부족한 상태였다. 형성 직후 시작된 칼리스토 내부에서의 대류는 불완한 행성 분화를 일으켰고, 이에 따라 작고 암석질인 핵과 깊이 100~150 km의 지하 바다가 형성되었다고 추측된다.
만일 칼리스토에도 바다가 존재한다면, 다른 천체들처럼 외계 생명체가 존재할 가능성이 있지만, 환경은 근처의 유로파보다 좋지 않으리라고 추측된다. 칼리스토를 연구해 온 탐사선으로는 파이어니어 10호, 파이어니어 11호, 갈릴레오, 카시니-하위헌스 등이 있다. 또한 칼리스토는 방사능이 매우 낮아, 미래 유인 목성계 탐사 시 기지를 세울 장소로 고려되고 있다.

## 발견 및 작명
칼리스토는 1610년 1월 갈릴레오 갈릴레이가 다른 위성(이오, 유로파, 가니메데)과 함께 발견했다. '칼리스토'라는 이름은 그리스 신화에서 제우스가 사랑을 나눴던 요정 칼리스토에서 따왔다. 이는 시몬 마리우스가 칼리스토 발견 직후에 명명한 이름인데, 마리우스는 그 이름을 제안한 것이 요하네스 케플러 덕분이었다고 밝히고 있다.
하지만 시몬 마리우스가 제안한 갈릴레이 위성 이름은 수백년 동안 무시당했고, 20세기 중반에 들어서야 널리 사용될 수 있었다. 그 이전의 천문학 문헌에서는 칼리스토를 두고 로마 숫자만 붙인 '목성 IV'나 '목성의 네 번째 위성'으로 표기하는 경우가 대부분이었다.

## 공전과 자전

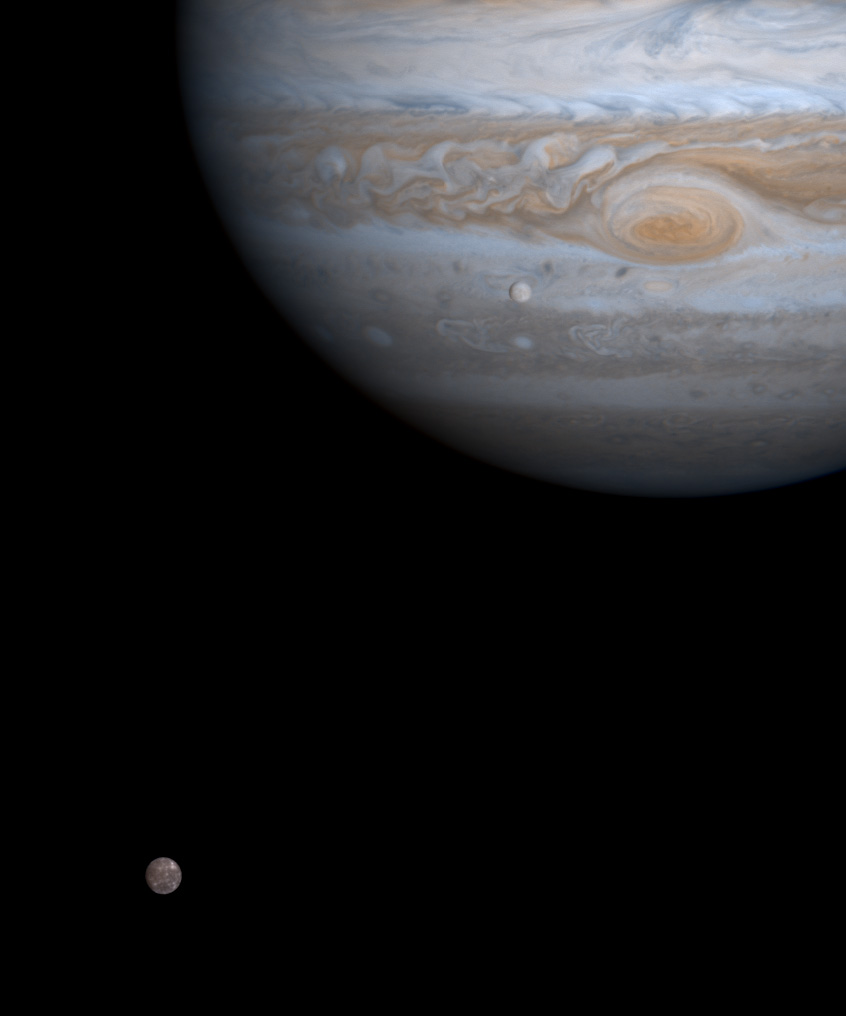
카시니-하위헌스가 촬영한 칼리스토(왼쪽 아래), 목성(오른쪽 위), 유로파(대적점 왼쪽 아래)

칼리스토는 네 갈릴레이 위성 중 가장 바깥쪽에 존재한다. 칼리스토는 목성으로부터 1,880,000 km(목성 자체의 반지름인 71,492 km의 26.3배)만큼 떨어져서 목성을 공전한다. 이는 그 다음으로 목성에서 가까운 가니메데의 공전 반경(1,070,000 km)보다 상당히 크다. 이렇게 궤도가 상당히 멀리 떨어져 있기 때문에, 칼리스토는 다른 세 갈릴레이 위성이 일으키는 궤도 공명을 일으키고 있지 않고, 과거에도 그랬으리라고 추측된다.
다른 평범한 위성들과 같이, 칼리스토의 자전 또한 동주기 자전이다. 칼리스토의 자전 주기 및 공전 주기는 약 16.7일이다. 궤도는 목성의 적도를 기준으로 해서 매우 약간 찌그러졌고 기울여졌으며, 궤도 이심률과 경사각은 태양과 행성들의 섭동에 따라 거의 주기적으로 변화한다. 궤도 이심률의 변화 범위는 0.0072~0.0076이고 경사각의 변화 범위는 0.20~0.60°이다. 이 궤도 변화는 아울러 자전축 기울기가 0.4~1.6° 사이로 변하게끔 만든다.
이러한 분리된 궤도는 칼리스토가 내부 구조 형성과 진화에 중요한, 눈에 띄는 조석 가열이 일어나지 않았음을 이야기한다. 또한 칼리스토가 목성과 멀리 떨어진 점은 목성의 자기권으로부터 불어오는 하전 입자 선속이 표면에 불어오는 양이 상대적으로 적음을 이야기한다(예시로, 유로파에 불어오는 양보다 300배 낮다). 그러므로, 다른 갈릴레이 위성들과 달리 하전 입자가 표면에 준 영향은 적은 편이다. 칼리스토 표면에서의 방사선량은 하루에 약 0.01 rem (0.1 mSv)로, 이는 지구가 받는 양보다 약 10배가량 크다.

## 물리적 성질

### 구성 성분

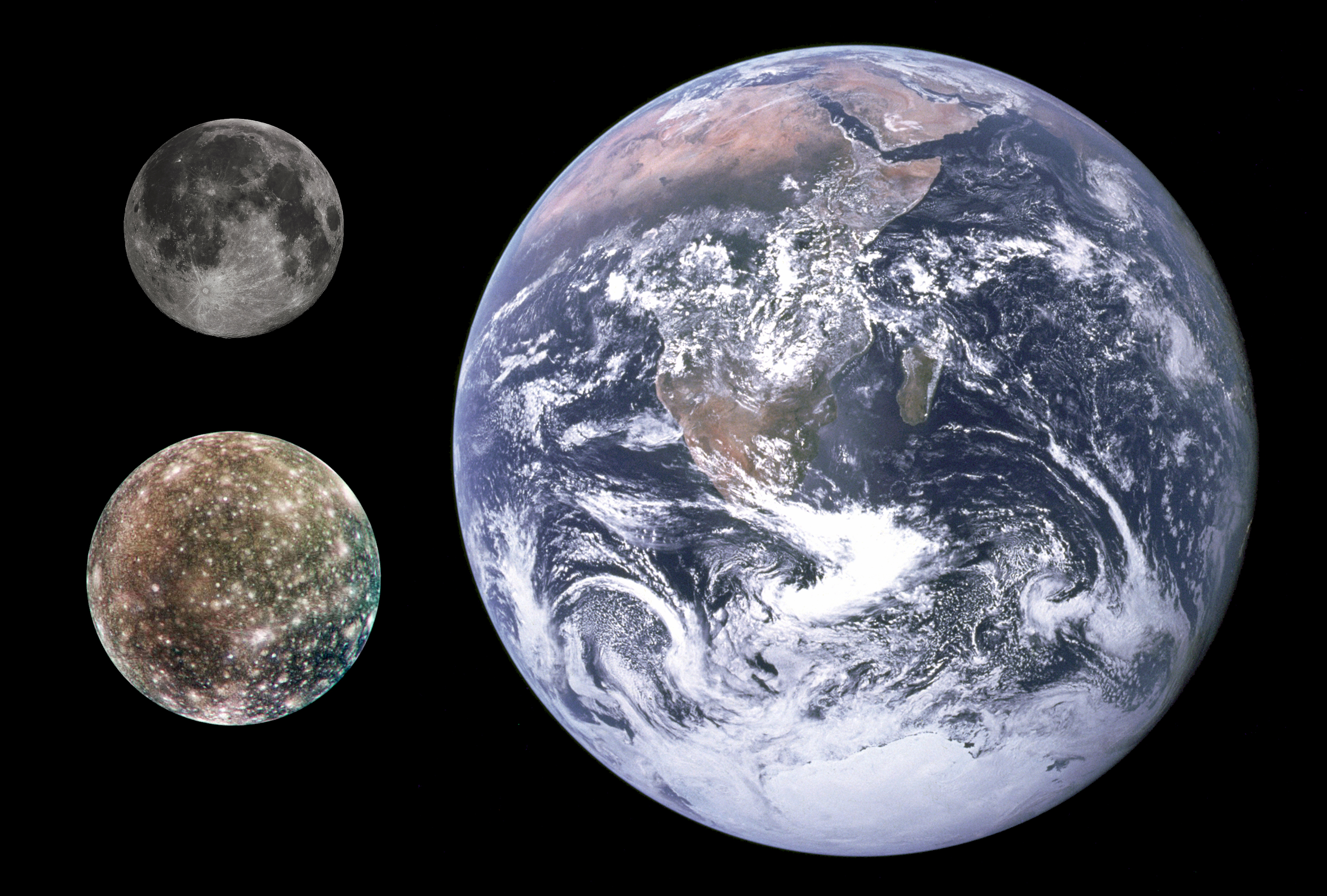
지구, 달, 칼리스토의 크기 비교.

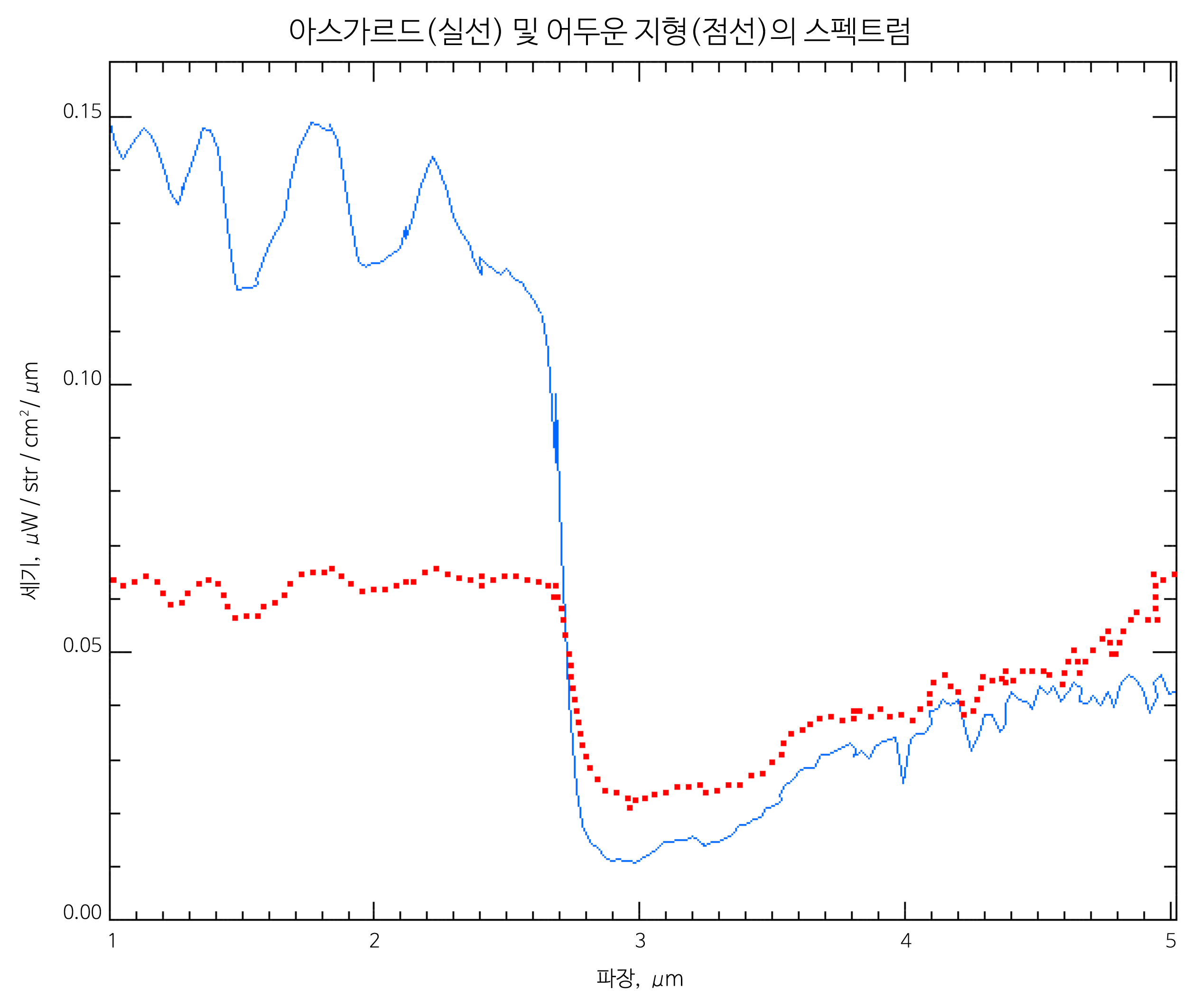
어둡고 충돌구가 많은 평원(빨간색)과 아스가르드 충돌구(파란색)의 근적외선 스펙트럼. 평원보다 아스가르드 내부에서 얼음이 더 많고(1~2 µm 대역에서 보이는 물의 스펙트럼선), 암석질 물질이 적음을 보여준다.

칼리스토의 평균 밀도(1.83 g/cm3) 수치는 칼리스토가 거의 동일한 양의 암석과 얼음, 그리고 암모니아와 같은 휘발성 얼음으로 이루어졌음을 시사한다. 얼음의 구성 비율은 약 49~55%이다. 칼리스토에 존재하는 암석의 정확한 구성 성분은 아직 알려지지 않았지만, H 콘드라이트보다 철이나 금속성 철의 함유량이 적고 산화 철의 함유량이 높은 L/LL형 보통 콘드라이트와 유사하리라고 추측된다. 칼리스토에서의 철과 규소 간의 무게 비율은 0.9~1.3이다. 참고로, 태양의 경우 약 1:8 정도이다.
칼리스토 표면의 반사율은 약 20%이고, 칼리스토 표면의 구성 성분은 위성 전체의 성분과 비슷하리라고 여겨진다. 또한 근적외선 분광학을 통해 얼음의 흡수선을 1.04, 1.25, 2.0, 3.0 µm 대역에서 찾아냈고, 얼음은 칼리스토의 표면의 질량의 약 25~50%가량을 차지하고 있으며, 칼리스토 표면에서 얼음은 매우 흔해 보인다. 갈릴레오 탐사선과 지상에서의 고해상도 근적외선 및 자외선 스펙트럼 분석을 통해 얼음이 아닌 다양한 물질들(마그네슘과 철)과 철과 관련된 수화 규소, 이산화 탄소, 이산화 황을 발견했고, 암모니아나 유기 화합물도 존재할 수도 있다고 추측된다. 스펙트럼 자료는 칼리스토의 표면이 작은 규모에서는 매우 다양한 성분으로 이루어져 있음을 나타낸다. 작고 밝은, 얼음으로 이루어진 부분은 돌과 얼음의 혼합물과 섞여 있고, 뻗어 있는 어두운 영역은 얼음이 아닌 물질로 이루어져 있다.
칼리스토의 표면은 불규칙하다. 순행 반구는 역행 반구보다 더 어두우며, 이는 다른 갈릴레이 위성들과는 반대이다. 칼리스토의 역행 반구는 이산화 탄소가 풍부한 것으로 보이며, 순행 반구는 이산화 황이 더 많으리라고 추측된다. 로픈과 같은 새로운 충돌구들 또한 이산화 탄소가 풍부하다고 보여진다. 표면의 전체적인 화학 성분은 (특히 어두운 부분은) D형 소행성과 비슷할 수도 있다고 여겨진다.

### 내부 구조

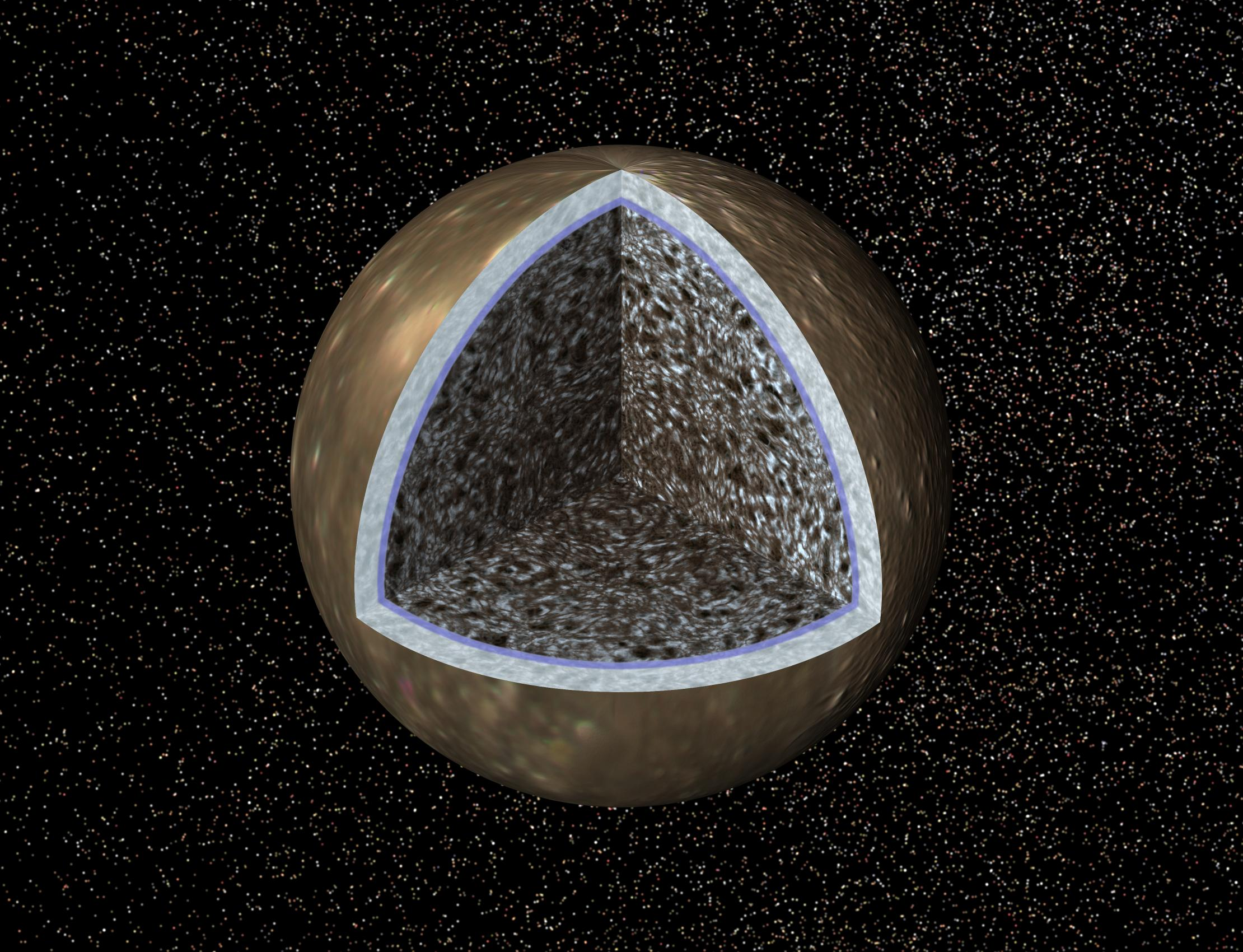
표면의 얼음층, 추정되고 있는 액체 상태의 물 층, 얼음과 돌이 섞인 내부 구조를 보여주는 칼리스토의 내부 구조 모델.

칼리스토의 거친 표면은 약 80~150 km 두께의 차갑고, 경직되어 있으며, 얼어붙은 암권 위에 있다. 또한, 목성과 그 주변 위성들의 자기장을 연구한 결과로서, 칼리스토에 50~200 km 깊이의 염분이 포함된 바다가 지각 밑에 존재할 것으로 추측된다. 칼리스토가 목성의 지속적으로 변화하는 자기장에 마치 완벽히 전도하는 구처럼 반응한다는 것이 밝혀졌는데, 이는 자기장이 칼리스토의 내부를 뚫고 들어갈 수 없다는 것을 의미하며, 이에 따라 칼리스토 내부에 최소한 깊이가 10 km 이상인, 매우 전도성이 높은 층이 있다는 이론이 제기되었다. 이러한 현상은 태양이나 목성으로부터 불어오는 하전입자 때문에도 발생할 수 있으나, 칼리스토의 대기는 매우 얕기 때문에 가능성이 낮다고 여겨진다. 바다의 암모니아나 기타 부동액들의 함량은 전체 질량의 5% 정도이리라고 여겨진다. 이 경우에는 물과 얼음의 층이 250~300 km 두께를 가질 수 있다. 만약 바다가 없다면, 얼음으로 이루어진 암권은 약 300 km 정도의 다소 두꺼울 것으로 생각된다.
암권과 바다 밑의 내부 구조는 전부 한결같지도 않고 변동이 심하지도 않은 것으로 추정된다. 갈릴레오 탐사선이 얻은 데이터(특히 근접 통과 시 0.3549 ± 0.0042로 정의된 무차원 관성 모멘트)를 통해 칼리스토의 내부는 압축된 암석들과 얼음들로 이루어져 있으며, 부분적인 행성 분화로 인해 암석의 비율이 깊이에 따라 증가할 것으로 보고있다. 밀도와 관성 모멘트의 값은 칼리스토의 내부에 작은 규소 핵이 있으면 설명될 수 있다. 이 핵의 반지름은 600 km를 넘지 못할 것이며, 밀도는 3.1~3.6 g/cm3 정도로 추측된다. 칼리스토의 내부 구조는 완전히 분화가 진행된 가니메데의 내부 구조와 극명히 대조된다.

### 지질 구조

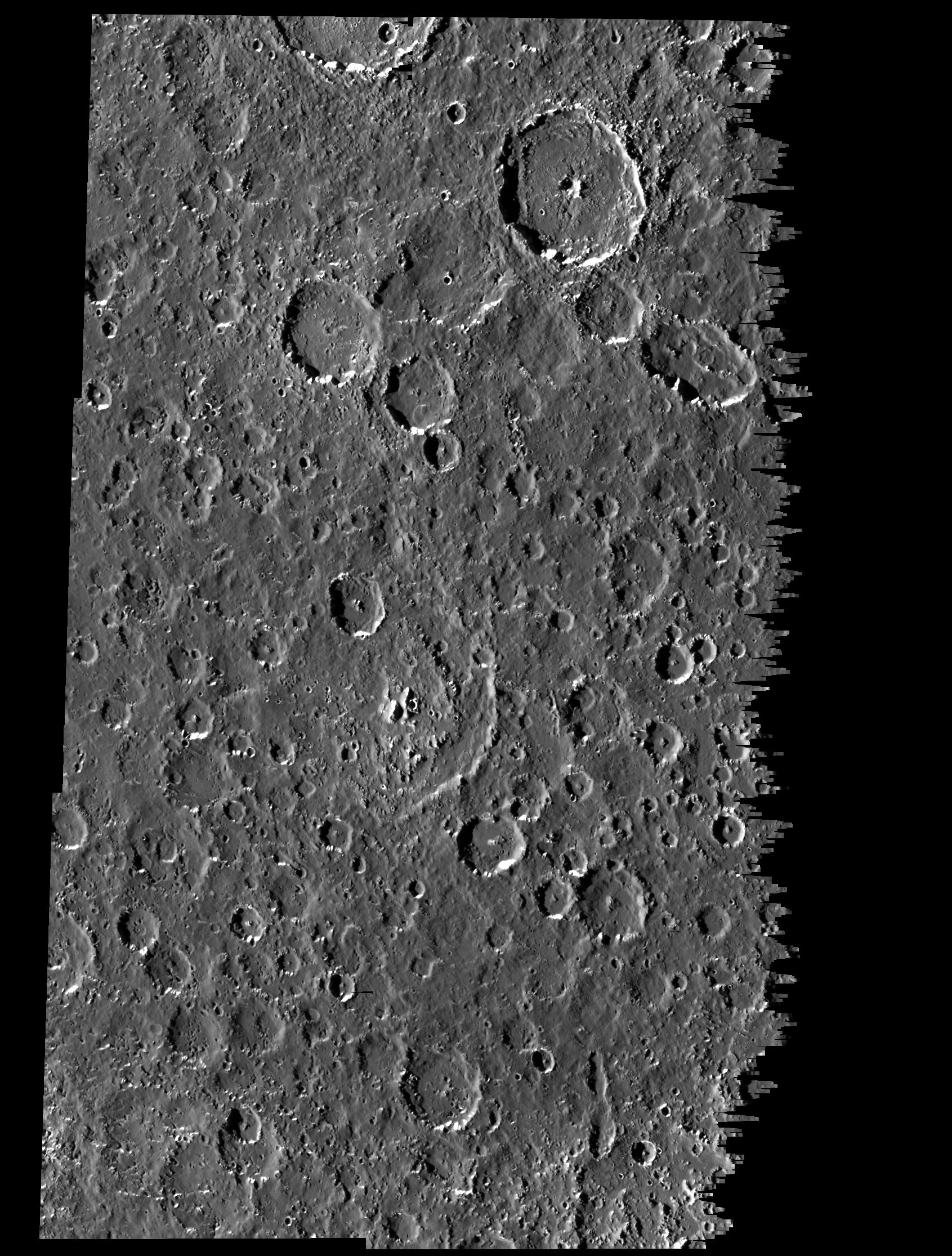
갈릴레오 탐사선이 촬영한 충돌구들의 모습. 칼리스토 표면 곳곳에 만연한 평활화 현상을 나타낸다.

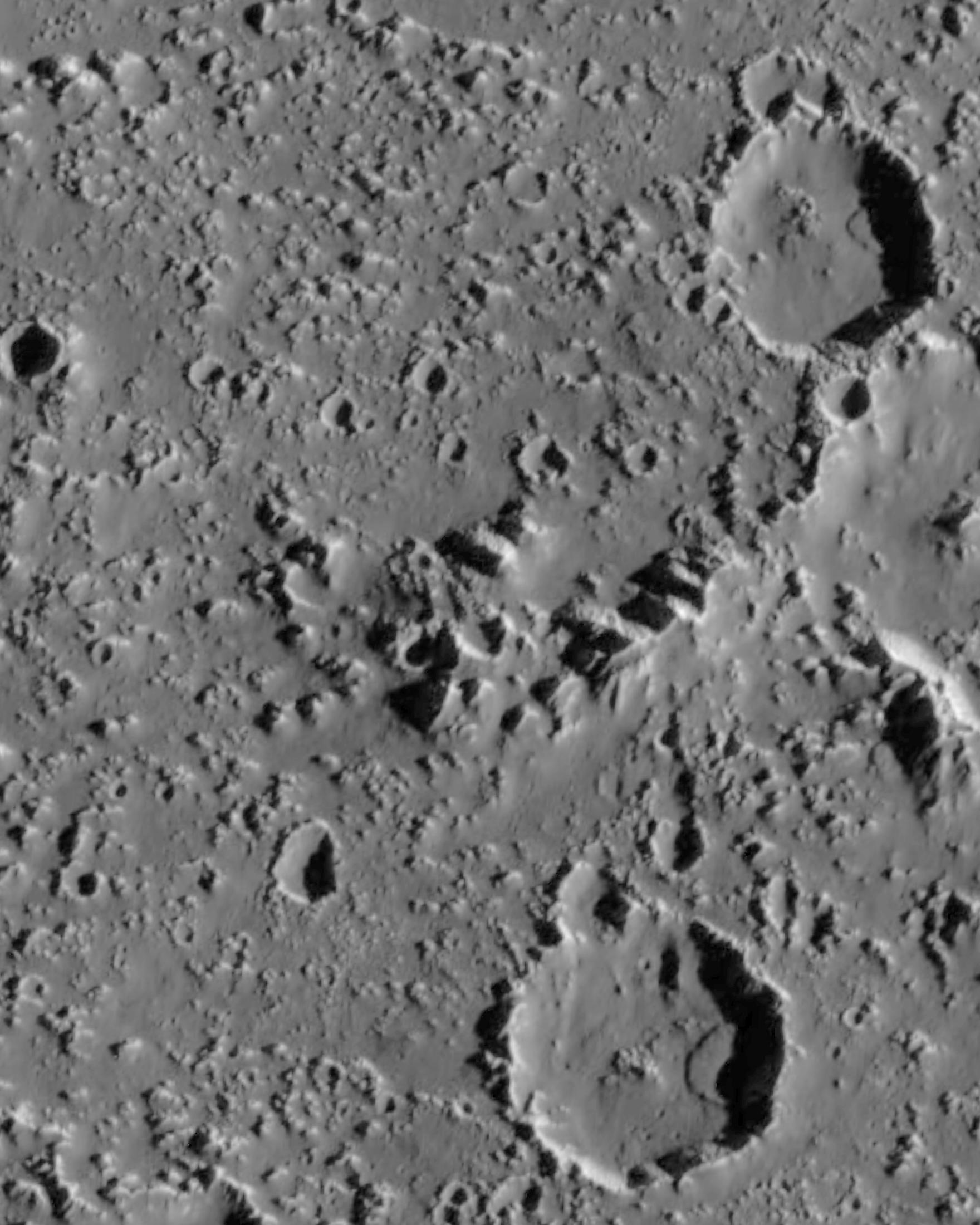
3~3.5 km 길이의 두 산사태 현장이 사진 오른쪽에 있는 두 커다란 충돌구의 바닥에 나타나 있다.

굉장히 오래 된 칼리스토의 표면은 태양계에서 가장 충돌구가 많은 표면 중 하나이다. 사실, 충돌구들의 밀도는 포화 상태에 가깝다. 새로운 충돌구들은 더 오래된 충돌구들을 지워버리는 경향이 있다. 큰 규모의 지질학은 상대적으로 쉬운데, 이는 칼리스토에는 커다란 산이나 화산, 또는 기타 지질 구조상의 내부 발달이 없기 때문이다. 충돌구와 다환 충돌구 모두는 균열이나 단층애, 퇴적물들과 관련되어 있으며, 이들만이 표면에서 찾을 수 있는 유일한 큰 특징이다.
칼리스토의 표면은 충돌구가 많은 평원, 밝은 평원, 밝고 부드러운 평원, 특정한 충돌구들과 관련된 다양한 구성 단위들로 나눌 수 있다. 충돌구가 많은 평원들은 표면의 대부분을 구성하고, 얼음과 암석이 섞여 만들어진 오래 된 암권에 해당한다. 밝은 평원들은 아스가르드나 로픈과 같은 밝은 충돌구들과 펠름시스트라고 불리는 오래된 충돌구들이 지워진 흔적들, 다환 충돌구의 중심부, 충돌구 평원에서 외떨어진 부분들을 포함하는 평원이다. 이러한 밝은 평원들은 운석 충돌로 발생한 퇴적물이라고 여겨진다. 밝고 부드러운 평원은 칼리스토 표면의 일부분만을 구성하고 있고, 발할라나 아스가르드 충돌구 평원의 고립된 지역, 즉 산마루나 주상해분에서 발견된다. 이들은 내인성 활동으로 연결되어 있으리라고 생각되었었지만, 갈릴레오 탐사선의 고해상도 사진에서는 밝고 부드러운 평원들이 매우 균열이 많고 우둘투둘한 지형과 밀접한 연관이 있고, 표면이 새로이 만들어진 흔적은 전혀 관찰되지 않았다. 또한 갈릴레오의 사진들은 마치 주변 지형에 포위된 것처럼 보이는, 총 넓이 10,000 km2 이하의 작고 어두우며 부드러운 부분들을 보여주었으며, 이들은 얼음화산으로 인해 생긴 것일 수도 있다. 밝은 평원과 다양한 부드러운 평원들은 주변 배경의 충돌구 평원들보다 약간 젊고 충돌구들이 적다.

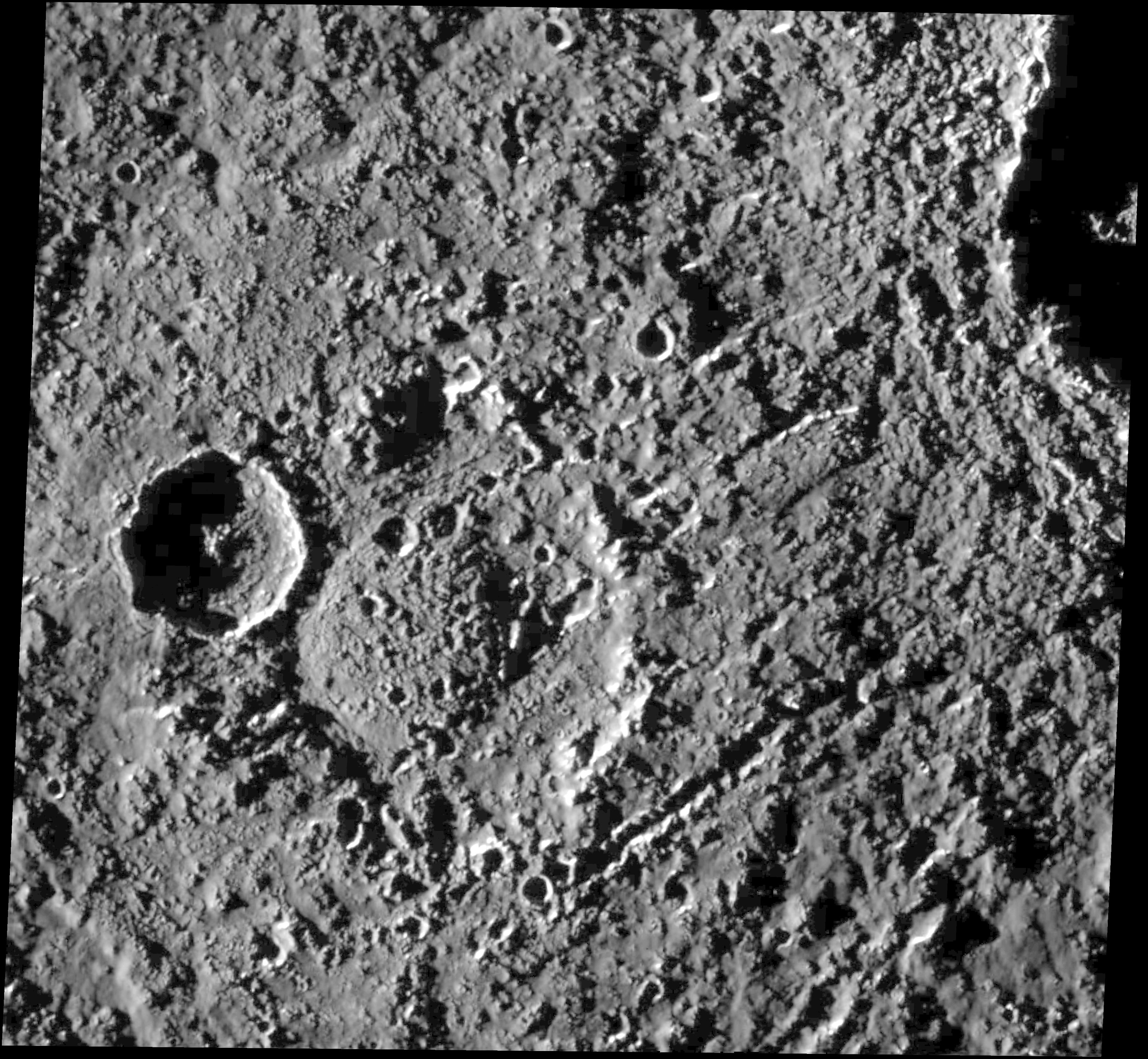
충돌구 하르와 충돌구 중앙의 돔. 비교적 최근에 생긴 충돌구인, 오른쪽 위에 위치한 틴드르에서 나온 2차 충돌구들로 인해 생긴 사슬형 충돌구는 지형을 가로자른다.

충돌구 지름의 범위는 0.1 km(사진 해상도로 결정된 한계)에서 100 km 정도이고, 이 값은 다환 충돌구는 세지 않은 값이다. 지름이 5 km가 되지 않는 작은 충돌구들은 단순하게, 우묵하거나 바닥이 평평한 모양을 가지고 있다. 5~40 km 정도의 충돌구들은 보통 가운데에 봉우리가 존재한다. 25~100 km 정도의 큰 충돌구들은, 틴드르처럼 가운데에 봉우리 대신 구덩이가 존재한다. 가운데에 봉우리를 가지고 있는 가장 큰 충돌구인, 지름 60 km짜리 충돌구들은 충돌 후 중심부에서의 구조적 융기로 인한 것으로 추측된다. 예시로 아스가르드나 하르가 있다. 매우 크고(지름 100 km 이상), 밝은 충돌구들 중 일부는 이례적으로 돔 모양의 지질 구조를 보여준다. 이러한 현상은 흔하지 않고, 로픈처럼 다환 충돌구로 변화하는 지형일 수도 있다. 칼리스토의 충돌구들은 일반적으로 달에 있는 충돌구들보다 깊이가 얕다.

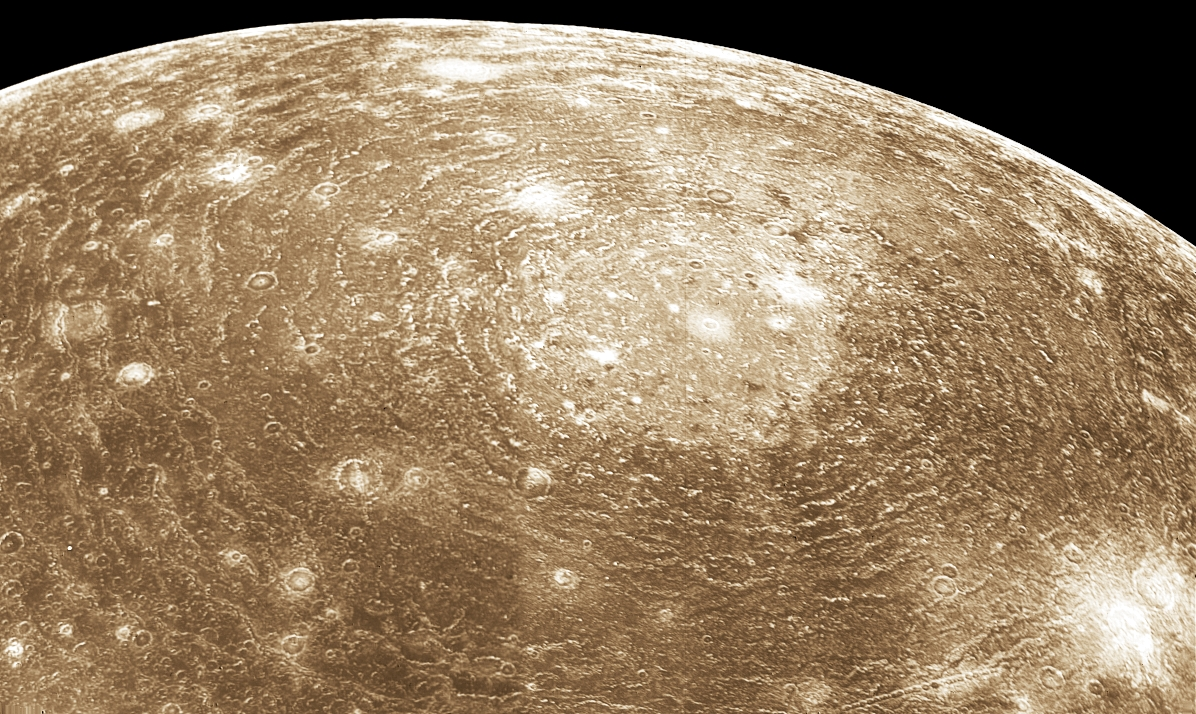
보이저 1호가 촬영한 지름 3800 km짜리 다환 충돌구인 발할라의 모습.

칼리스토 표면에서의 가장 큰 충돌 지형은 “다중 대야”(대야 모양으로 생긴 여러 겹의 충돌구)이고, 그 중 2개는 매우 크다. 발할라는 가장 크며, 밝은 중심 지역은 지름 600 km, 고리는 중심으로부터 최장 1800 km가량 떨어져 있으며, 지름은 약 3800 km가량이다. 두 번째로 큰 것은 아스가르드이며, 지름은 약 1600 km가량으로 측정된다. 다환 충돌구들은 부드럽거나 액체(바다)로 구성된 층 위에 떠 있는 암권에 생긴 동심원 모양의 균열에서 유래했을 수 있다. 카테나(예시로 고물 카테나)들은 충돌구들이 표면을 가로질러 나 있는 긴 사슬을 의미한다. 이들은 아마도 목성에 너무 근접하여 기조력에 의해 산산히 조각난 천체가 칼리스토에 충돌해서 생겼거나, 천체가 매우 비스듬하게 충돌해서 생성되었을 것이다. 기조력에 의해 천체가 산산조각나는 현상의 예시로는 슈메이커-레비 제9혜성이 있다.
상술하였듯이, 반사율 80% 이상인 얼음들은 어두운 부분에 둘러싸인 모습으로 칼리스토의 표면에서 발견된다. 갈릴레오 탐사선이 촬영한 고해상도 사진들은 이러한 밝은 부분들이 주변보다 높은 지역, 림이나 단층애, 능선, 혹 부분에 매우 많이 분포해 있음을 보여주었다. 이들은 서리 퇴적물로 보인다. 어두운 물질들은 주로 주변 저지대 위에 놓여 있고, 밝은 지역을 감싸고 있으며 부드러운 모습으로 나타난다. 이들은 간혹 충돌구 바닥이나 충돌구 내부 함몰부에서 약 5 km 정도의 크기를 가진, 조그마한 부분을 형성하기도 한다.
칼리스토 표면은 (1 km 이내의 규모에서는) 다른 갈릴레이 위성들보다 더 오래되었다. 일반적으로 표면에는 (가니메데의 검은 평원들과 같은) 1 km 이내의 충돌구들이 사라진 흔적들이 있다. 작은 충돌구들을 제외하고 표면에 흔하게 존재하는 지형으로는 작은 혹이나 구덩이가 있다. 이 혹들은 아직 밝혀지지 않은 어떠한 과정을 통해서 사라진 림이 남은 부분을 나타내는 것이라고 추측된다. 이러한 과정으로 가장 유력한 것은 얼음의 느린 승화으로, 165 켈빈 이상의 온도를 가지고 태양 바로 밑에서 직접 빛을 쪼이면 일어날 수 있는 과정이다. 물이나 다른 휘발 성분이 얼음(기반암)에서 승화하면 얼음이 분해되게 된다. 그러면 비-얼음 성분들의 '잔해'들은 산사태를 일으켜 충돌구 벽면의 비탈에서 하강하게 된다. 이러한 산사태는 “debris aprons”이라고 불리며, 충돌구 근처나 내부에서 발견된다. 가끔은 이러한 충돌구 벽면이 화성의 표면 모습과 비슷한, “걸리”(도랑)라고 불리는 계곡과 같은 모습의 구불구불한 균열에 의해 끊어지기도 한다. 얼음 승화 이론에 따르면, 낮게 깔려 있는 어두운 물질들은 크레이터 림에서 분리되어 대부분 얼음 기반암을 덮은, 주로 비-얼음 성분들로 이루어진 잔해들의 “담요”로 이해된다.
칼리스토 표면 지역간의 상대적인 연도 차는 그 지역마다 존재하는 충돌구 개수의 밀도로 정해질 수 있다. 표면의 연대가 많아질수록, 충돌구 수 자체의 밀도가 높다. 정확한 연대는 아직 밝혀지지 않았지만, 지질학적 고려를 통해 이러한 충돌구 평원들의 연대는 태양계 형성 당시와 거의 근접한 45억 년 전도로 추측된다. 충돌구나 다환 충돌구들의 추정 연대는 충돌구들이 위치한 지역의 충돌 수와 분석한 학자들에 따라 10~40억 년 정도로 차이가 난다.

### 대기권과 전리층

칼리스토 주변 자기장의 모습. 궤도 공전 방향은 앞으로 다가오고 있는 방향이다.

칼리스토는 이산화 탄소로 구성된 매우 미약한 대기권을 가지고 있다. 이는 갈릴레오 탐사선의 근적외선 분광 지도작성기(Near Infrared Mapping Spectrometer, NIMS)가 4.2 µm 대역에서 대기권이 만들어 낸 파장 흡수를 감지하여 발견된 것이다. 칼리스토 표면에서의 기압은 약 7.5×10−12 bar (0.75 µPa) 로 추정되고, 입자들의 밀도는 4×108 cm−3이다. 이 정도로 옅은 대기권은 4일 이내로 모두 칼리스토를 탈출해 버릴 것이기 때문에, 대기권은 칼리스토의 얼음 지각에서 천천히 승화되는 이산화 탄소에 의해 지속적으로 보충되고 있다고 여겨진다. 이 이론은 표면의 혹들을 설명하는 승화-분해 이론과 어느 정도 일치한다.
칼리스토의 전리층은 갈릴레오의 근접 통과를 통해 처음 감지되었다. 전리층의 전자 밀도는 7~17×104 cm−3으로 상당히 높은 편이고, 이산화 탄소의 광이온하만으로는 설명될 수 없다. 이러한 이유로 인해, 칼리스토의 대기층은 사실 산소 분자가 지배적으로 많다고 (이산화 탄소의 양보다 10~100배 정도 많은 양) 의심되고 있다. 하지만, 산소는 칼리스토의 대기권에서 직접 검출되지는 않았다. 허블 우주 망원경의 관측은 누출량 감지를 통해 산소의 농도 최댓값을 올렸고, 이 값은 아직도 전리층 관측값과 상충하지 않는다. 허블 우주 망원경은 또한 칼리스토의 표면에 응축되어 있는 산소를 측정하였다.

## 기원 및 진화
칼리스토의 불완전한 행성 분화는 칼리스토가 내부의 얼음 성분이 녹을 정도로 충분히 달궈진 적이 단 한 번도 없음을 의미한다. 그러므로, 칼리스토의 형성과 관련된 가장 유력한 이론은 목성이 형성되고 주변에 남은 기체와 먼지들이 느린 강착을 함으로써 칼리스토가 형성되었다는 것이다. 이렇게 긴 강착 단계를 가지고 있으면,  운석 충돌이나 자체 수축, 방사선 붕괴에 의해 형성되는 열이 축적되어 내부를 녹게 만들어 빠른 행성 분화를 일으키는 것을 막아준다. 칼리스토가 형성되는 데 걸린 시간은 10만~100만 년가량으로 추정된다.

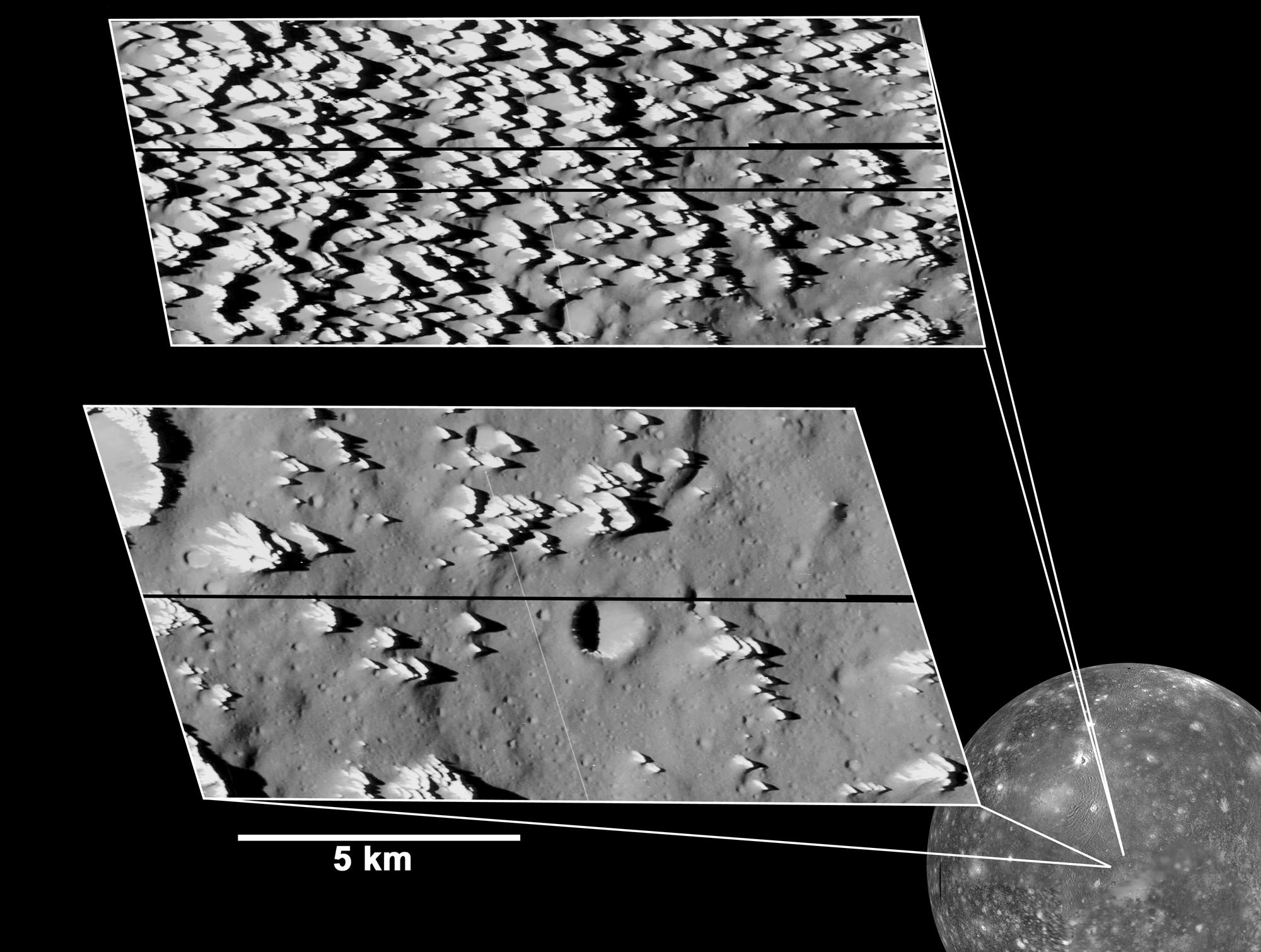
침식 작용이 일어나고 있는 얼음 혹(위쪽)과 대부분 침식된 얼음 혹들 (아래쪽)의 모습. 이들은 고대 충돌구의 충돌구 담요라고 생각된다.

강착 이후 형성된 칼리스토에서는, 방사성 붕괴로 인해 발생된 열이 열전도와 고체/준고체 대류를 통해 표면 근처에서 식는 과정을 거쳐왔다. 얼음 속에서의 준고체 대류는 모든 얼음 위성들을 기술한 이론들에서 나타나는 주요 불확정성이다. 이는 얼음의 점성에 따른, 온도가 녹는점에 가까워졌을 때 나타나는 것으로 알려져 있다. 얼음 천체들에서의 준고체 대류는 얼음이 1년에 약 1 cm가량 움직이는 매우 느린 과정이지만, 매우 긴 기간으로 바라보게 되면 매우 효과적인 냉각 방법이다. 이는 소위 “stagnant lid regime”이라고 불리는 과정에 의해 진행된다고 추측되며, 이 과정은 뻣뻣하고 차가운 칼리스토의 외곽층이 대류를 통하지 않고 열을 전도하는 반면 그 밑의 얼음층은 준고체 대류를 하는 것을 말한다. 칼리스토에서는, 외곽의 전도층은 차갑고 뻣뻣한, 두께 100 km가량의 암권에 해당된다. 이 현상을 통해서 칼리스토 표면에서 나타나는 내인성 지질학적 활동의 흔적들이 부족한 이유를 설명할 수 있다. 칼리스토 내부의 대류는 층을 이루고 있을 수 있는데, 그 이유는 내부의 강한 압력에 의해 얼음이 표면의 얼음 Ih부터 중심부의 얼음 VII까지 다양한 형태로 존재하기 때문이다. 칼리스토 내부 준고체 대류가 초기에 시작함에 따라, 대규모의 얼음 융해와, 핵과 맨틀을 형성했을 행성 분화를 막았다. 하지만 대류 과정에 의해, 부분적이고 매우 느린 분리/분화가 몇십억 년 규모에서 진행되어 왔으며, 현재도 계속해서 진행되고 있을 수도 있다.
현재 칼리스토의 진화 과정에 대한 이론은 칼리스토 내부 지하 바다의 존재를 허용한다. 이는 얼음 Ih의 녹는점이 이례적으로 낮아져, 압력 2,070 bar에서 녹는점이 251 켈빈이 되는 것과 관련이 있다. 칼리스토에 관한 모든 사실적인 모형들은 깊이 100~200 km 정도의 층에서의 온도를 계산해보면 이 이례적인 녹는점에 거의 근접하거나 약간 넘게 된다. 매우 약간의 암모니아(1~2% 정도)라도 존재한다면 이 액체 바다의 존재를 더욱 보장하게 되는데, 이는 암모니아가 녹는점을 더욱 낮추기 때문이다.
칼리스토는 가니메데와 많은 성질이 비슷함에도 불구하고, 지질학적 진화 과정이 더 단순하다. 표면은 운석 충돌이나 다른 외인성 작용이 주가 되어 변화해온 것으로 보인다. 이웃 가니메데의 홈이 곳곳으로 나 있는 표면과 모습이 완벽히 다르고, 판 활동의 흔적이 조금도 보이지 않는다. 가니메데와 칼리스토의 형성 과정에서의 차이를 포함해 내부 가열의 차이와 이에 따라 나타나는 행성 분화의 차이를 설명하려는 이론이 제안되었다. 몇몇 차이점들은, 가니메데는 조석 가열을 통해 열을 더 많이 전달받았고, 후기 대충돌기 때에는 더 많고 강력한 충돌이 가니메데에 일어났었다는 것이다. 상대적으로 단순한 칼리스토의 지질학적 역사는 행성 과학자들에게 상대적으로 더 활동적이고 복잡한 세계들과의 참조점을 제공한다.

## 지하 바다에서의 생명체 존재 가능성
유로파나 가니메데처럼, 칼리스토의 지하 바다에 외계 생명이 존재할 가능성이 있다고 여겨진다. 하지만, 칼리스토에 생명이 나타날 조건은 유로파에서보다 낮다고 여겨지는데, 이렇게 여겨지는 주된 이유는 칼리스토 내부의 약한 열이 암석질 물질로 전달되는 양이 부족하기 때문이다. 과학자 토렌스 존슨(Torrence Johnson)은 다음과 같이 다른 갈릴레이 위성들과 칼리스토에 생명이 존재할 공산을 비교하였다.
| “ | 생명의 기본 재료—저희가 “전생물적 화학”(pre-biotic chemistry)이라고 부르는 것—는 혜성이나 소행성과 같은 많은 태양계 천체들에 풍부합니다. 생물학자들은 액체 상태의 물과 에너지가 생명을 유지시키기 위해 필요하다고 생각하며, 따라서 다른 액체 상태의 물을 가진 장소를 찾는 것은 매우 신나는 일이죠. 하지만, 에너지는 또 다른 문제입니다. 그리고 현재, 칼리스토의 바다는 목성으로부터 더 가까운 유로파와 달리 기조력을 받지 않고 방사성 물질로만 데워집니다. | ” |

위에서 언급된 고려 사항과 다른 과학적인 관측을 통해, 갈릴레이 위성 전체에서 유로파가 미생물이 있을 가능성이 가장 크다고 여겨진다.

## 탐사
1970년대 초반 파이어니어 10호와 11호가 목성을 근접 통과하면서 칼리스토의 정보를 보내왔으나, 대부분 지구에서의 관측을 통해 알려져 있던 정보들이었다. 새로운 정보들은 1979년 보이저 1호와 2호가 목성을 지나가면서 보내왔는데, 보이저 탐사선들은 칼리스토의 표면을 1~2 km의 해상도로 반 넘게 찍었고, 칼리스토의 온도, 질량, 모양을 정확히 측정했다. 세 번째 탐사는 1994년부터 2003년까지였다. 갈릴레오 탐사선은 칼리스토를 8번 근접 통과하며 칼리스토를 탐사했다. 마지막 근접 통과는 2001년 C30 근접통과 때였고, 표면에서 138 km 떨어진 곳을 지났다. 갈릴레오 탐사선은 칼리스토의 표면 지도를 완성했고, 목표 지점을 15 m의 해상도로 찍어 보내왔다. 2000년 토성으로 가던 카시니 탐사선은 칼리스토를 포함한 갈릴레이 위성들의 고해상도 적외선 사진을 보내왔다. 2007년 2~3월, 명왕성으로 향하던 뉴 허라이즌스 탐사선은 칼리스토의 사진을 보내왔다.
목성계를 탐사하기 위한 다음 계획은 유럽 우주국의 목성 얼음 위성 탐사선이고, 2022년 발사될 예정이다. 이 탐사선은 칼리스토 근처를 여러 번 지나쳐갈 계획이다.

### 과거의 탐사 계획
2020년 발사를 목표로 하던 유로파 목성계 임무는 미국 항공우주국과 유럽 우주국이 목성의 위성들을 탐사하기 위해 추진한 계획이었다. 2009년 2월, 두 기관은 유로파 목성계 임무보다 타이탄 토성계 임무에 우선권을 부여했다고 발표했다. 유로파 목성계 임무에서의 유럽 탐사선은 예산을 지원받으려 노력 중이다. 유로파 목성계 임무는 미국 항공우주국의 목성 유로파 궤도선, 유럽 우주국의 목성 가니메데 궤도선, 일본 우주항공연구개발기구의 목성 자기권 궤도선으로 이루어질 예정이었다.

## 차후 식민지화 가능성

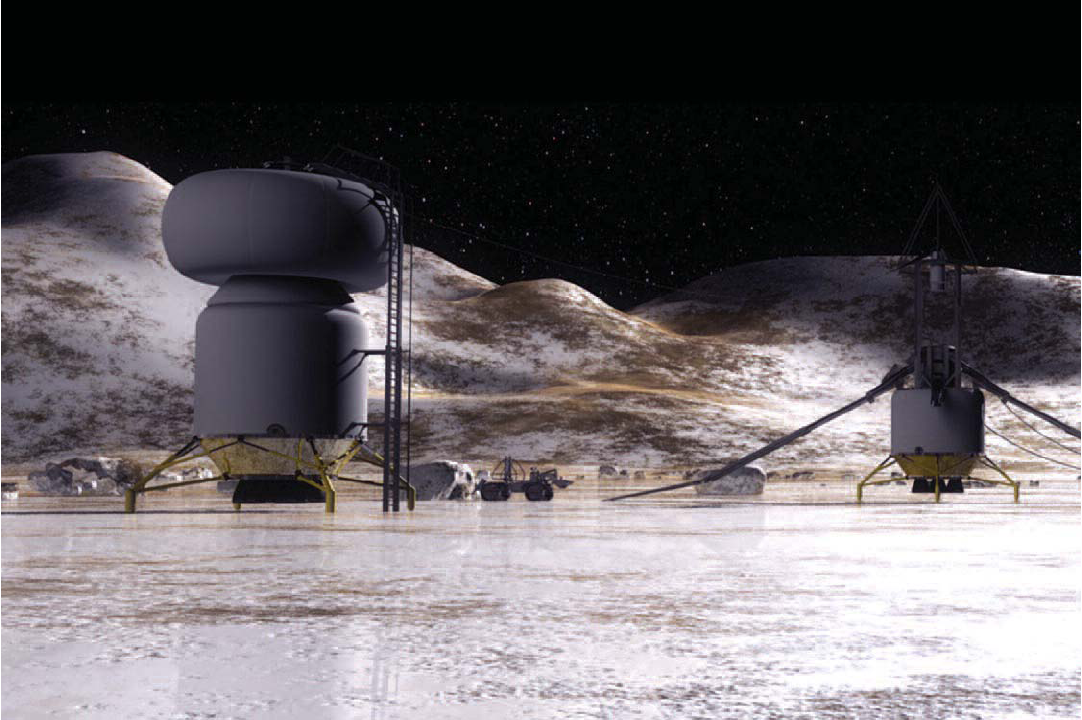
칼리스토에 있는 유인 기지의 상상도.

2003년 미국 항공우주국은 장래 유인 외태양계 탐사를 위해 유인 외행성 탐사(Human Outer Planets Exploration, HOPE)라고 불리는 연구를 시작했다. 연구 대상은 칼리스토였다.
연구 프로젝트 팀은 태양계 외곽 탐사를 위해 칼리스토의 표면에 있는 기지에서 연료를 생산하는 계획을 제안했다. 칼리스토에 기지를 지을 경우, 목성과 멀리 떨어져 있어 방사능 수치가 낮고 지질 상태가 안정적이라는 점이 장점이다. 또한 유로파 탐사를 더 용이하게 할 수도 있고, 우주 탐사선을 중간에 칼리스토에서 점검한 후 목성의 중력 도움을 받아 외태양계로 향하게 할 수도 있다.
2003년 12월, NASA의 자체 보고서는 칼리스토 유인 탐사가 2040년대에 가능할 수도 있다고 표명하였다.

## 같이 보기
- 위성 목록
- 소설에서의 목성의 위성
- 칼리스토의 충돌구 목록
- 칼리스토의 지질 구조 목록
- 목성의 위성
- 발할라